# ازدواج در اسرائیل

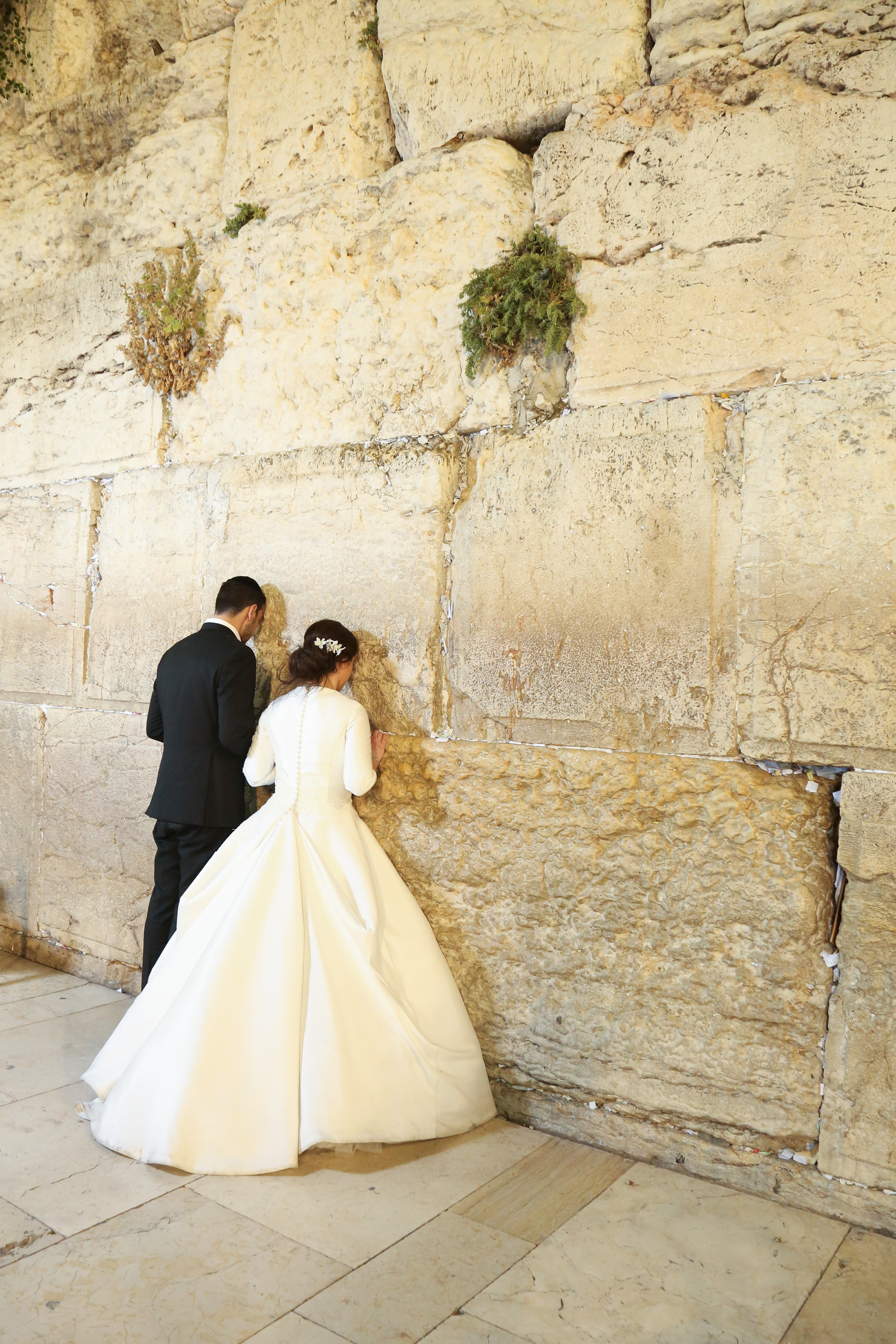
دعای عروس و داماد در دیوار ندبه قبل از ازدواج

ازدواج در اسرائیل، فقط تحت نظارت جامعه مذهبی که زوج‌ها به آن تعلق دارند می‌تواند انجام گیرد، و ازدواج بین ادیان که در کشور انجام پذیرد، از لحاظ قانونی به رسمیت شناخته نمی‌شوند. قانون زناشویی مبتنی بر ملت یا نظام جامعه اعترافی است، که در امپراتوری عثمانی، از جمله اسرائیل کنونی به کار گرفته شده بود و طی قیمومیت بریتانیا بر منطقه اصلاح نشد و در اسرائیل به قوت خود باقی است.